# Dominik Orzech
Dominik Orzech (ur. 24 kwietnia 1982 w Sulechowie) – polski szachista, mistrz międzynarodowy od 2009 roku.

## Kariera szachowa
W 1999 r. zdobył w Nowej Rudzie brązowy medal mistrzostw Polski juniorów do lat 18. W 2002 zajął II m. (za Markiem Oliwą) w otwartym turnieju w Przełazach. W 2004 podzielił I m. (wraz z m.in. Władimirem Małaniukiem i Mirosławem Grabarczykiem) w Jarnołtówku. W 2007 zwyciężył w otwartych turniejach w Leutersdorfie i Mielnie (przed m.in. Piotrem Bobrasem, Aloyzasem Kveinysem i Władimirem Małaniukiem), zdobył brązowy medal mistrzostw Polski w szachach błyskawicznych oraz podzielił II m. (za Jakubem Czakonem, wspólnie z Krzysztofem Chojnackim) w Rewalu (turniej Konik Morski Rewala). W 2008 podzielił II m. w Guben (za Aleksandrem Czerwońskim, wspólnie z Robertem Rabiegą), natomiast w 2009 r. podzielił I m. (wspólnie z m.in. Jurijem Zezulkinem) w Krynicy-Zdroju oraz po raz drugi w karierze zdobył (w Bydgoszczy) brązowy medal mistrzostw Polski w szachach błyskawicznych. W 2010 r. zwyciężył w kołowym turnieju w Mariańskich Łaźniach.
Normy na tytuł mistrza międzynarodowego wypełnił w latach 2007 (w Pardubicach), 2008 (w Guben) oraz 2009 (w Deizisau, turniej Neckar Open).
Najwyższy ranking w dotychczasowej karierze osiągnął 1 października 2007 r., z wynikiem 2483 punktów zajmował wówczas 28. miejsce wśród polskich szachistów.